# حمام علي (ذمار)
حمَّام علي هي إحدى قرى الجمهورية اليمنية، تتبع جغرافيا محافظة ذمار وإداريًا عزلة الجاهلي لمديرية المنار.

## السكان
بلغ تعداد سكانها 1979 نسمة بحسب تعداد اليمن 2004.

## التسمية
سميت بهذا الإسم (حمام علي) نظراً لوجود ينابيع مياه طبيعية كبريتية فيها.

## السياحة العلاجية
يقصدها الآلاف من السياح المحليين سنوياً لغرض الإستجمام والإستشفاء بمياهها الكبتريتية الحارة، سواء بشربها أو استنشاقها أو الإستحمام بها للعلاج من أمراض الجلد والروماتيزم والعديد من الأمراض الأخرى، حيث ترخي عضلات الجسم وتساعد على توسيع الأوعية الدموية من أوردة وشرايين بفضل كبريت الهيدروجين الذي يسبب الحرارة المرتفعة لهذه الينابيع.

## روابط خارجية
- World Gazetteer:Yemen
- الجهاز المركزي للإحصاء بالجمهورية اليمنية
- المركز الوطني للمعلومات باليمن